# Lucio e l'acqua
Lucio e l'acqua è un romanzo di Franco Di Marco, scritto nel 1969 e pubblicato postumo nel 2013, ad opera del comune di Custonaci (TP). Il sottotitolo Storie di un siciliano inquieto è stato aggiunto dai redattori e si rifà ad una frase di Dino Buzzati che accompagna la pubblicazione di un estratto sulla Domenica del Corriere.
Il romanzo, ambientato a Trapani, racconta le vicende di Lucio Tosti, un medico di provincia degli anni sessanta, alle prese con i grandi e i piccoli problemi tuttora irrisolti della Sicilia: la penuria d'acqua, il terremoto, la carenza di infrastrutture, le alluvioni, storie di cinquanta anni fa, aneddoti e "cunti" che sembrano scritti ieri.

## Trama
Lucio Tosti è un medico trapanese, convenzionato con le mutue, che quotidianamente si adopera per venire incontro alle più disparate richieste di salute della umile gente di Sicilia: visite domiciliari in povere case e nei posti più disparati, certificati di comodo, assurde prescrizioni, urgenze notturne ed intere serate passate in ambulatorio. Le sue passioni sono la letteratura e l'elettronica.
Rifugio dal tran-tran quotidiano è la casa di Pat, l'amico poeta statunitense (personaggio ispirato a Nat Scammacca), che vive in una villa fuori città, alle pendici del monte Erice, dove i letterati del luogo si incontrano e dove Lucio muove i primi passi di scrittore confrontandosi con un veri uomini di lettere.
Il grande sogno di Lucio è quello di lasciare la Sicilia per trasferirsi a Roma, la città più bella del mondo. Per attuare ciò escogita un meccanismo con il quale può influenzare il movimento della pallina della roulette; e quasi vi riesce. Ma l'intervento di Pat, l'angelo custode di Lucio, manda il piano all'aria e salva il protagonista e la sua coscienza.
Capitoli particolari sono la descrizione del terremoto del 1968, dell'alluvione del 1967, le visite domiciliari nell'isola di Levanzo e al Lazzaretto, del fornirsi di acqua potabile alle fontanelle, che dà il titolo a tutto il romanzo.
In un finale "felliniano", mentre tutta la popolazione, abbandonate le case per paura del terremoto, è raccolta all'interno di un tendone da circo e fa festa per lo scampato pericolo, a causa di esplosioni sottomarine provocate dagli scienziati per studiare i fenomeni sismici, l'intera città si stacca dalla terraferma e si allontana alla deriva.

## Critiche
- «Lucio e l'acqua, che si inserisce nel filone satirico di certa narrativa meridionale, ha per tema il non facile rapporto tra un inquieto siciliano e la sua isola». Dino Buzzati, Domenica del Corriere, 2 dicembre 1969.
- «... il valore è il sapersi esprimere come uomo moderno degli anni '70 senza mai cadere in espressioni di eccessivo sperimentalismo che allontanano e stancano il lettore. Né l'autore si rifà a solchi vecchi del passato come Tomasi di Lampedusa amati dai siciliani perché propinano loro quel tipo di droga che in verità li lascia dove sempre sono stati: Franco Di Marco al contrario , li spinge ad allontanarsi dagli antichi schemi e dai vecchi modi di pensare». Nat Scammacca, Antigruppo 73
- «Lucio incarna l'ideale di umanità che al medico-scrittore Di Marco fu più caro: non certo una fredda ed astratta personificazione dell'energia, bensì una figura viva e appassionata, nutrita dei più intimi sentimenti, esperienze e pensieri dello scrittore.» Francesco Bambina - Postfazione - in: Lucio e l'acqua - 2013
- «... Perché  l'autore fa parlare le sue emozioni con la forza del diario e l'impegno dell'intellettuale, sconfinando “per piacere” nel colto umorismo e nel ricercato minimalismo». G.Pilati, Eventi d'estate, Erice, 24 agosto 2013
- «Quei racconti, "ricuciti" in romanzo, sono adesso la tangibile testimonianza del tormento e del travaglio vissuti da Di Marco, prima di "rassegnarsi" al "piccolo mondo" trapanese, con le sue angustie umane e culturali, con le sue ragnatele sociali e professionali, con le dolci ma anche frustranti responsabilità di "pater familias". Egli visse per diversi anni col desiderio ardente di evadere dal milieu indigeno e di tentare altre strade, un'altra vita, un altro destino; e, poi, molti ne visse con la consapevolezza di avere rinunciato ai "sogni di gloria", pur continuando ad essere efficacemente e brillantemente presente nel contesto letterario e culturale siciliano e non solo siciliano». Salvatore Mugno, Franco Di Marco, uno scrittore inespresso, La Sicilia, 30 novembre 2013

## Estratti pubblicati
Dall'anno di stesura del romanzo 1969 Franco Di Marco ha pubblicato su riviste e antologia numerosi stralci, ma mai l'opera completa:
- Tossicologia di un terremoto, Trapani nuova, 4 novembre 1969
- Lucio e l'acqua, Domenica del corriere, 2 dicembre 1969
- Visiting, Trapani nuova, 12 dicembre 1972
- Tossicologia di un terremoto 2°, Antigruppo 73
- Il complice, Trapani nuova, 23 ottobre 1973
- Trapani trappola, Antigruppo 75
- Rien ne va plus, T(h)rinacria Antigruppo '81

## Curiosità
- Il libro ospita alcuni disegni originali del maestro Domenico Li Muli (1902-2003) che accompagnavano la pubblicazione di Rien ne va plus su T(h)rinacria Antigruppo '81.

- Un brano del romanzo, presentato come novella Lucio e l'acqua, ha vinto nel 1969 il premio nazionale "il medico scrittore" indetto dalla Domenica del Corriere; giuria con G. Zucconi, D. Buzzati, G. Bedeschi.